# Nutella-Bande

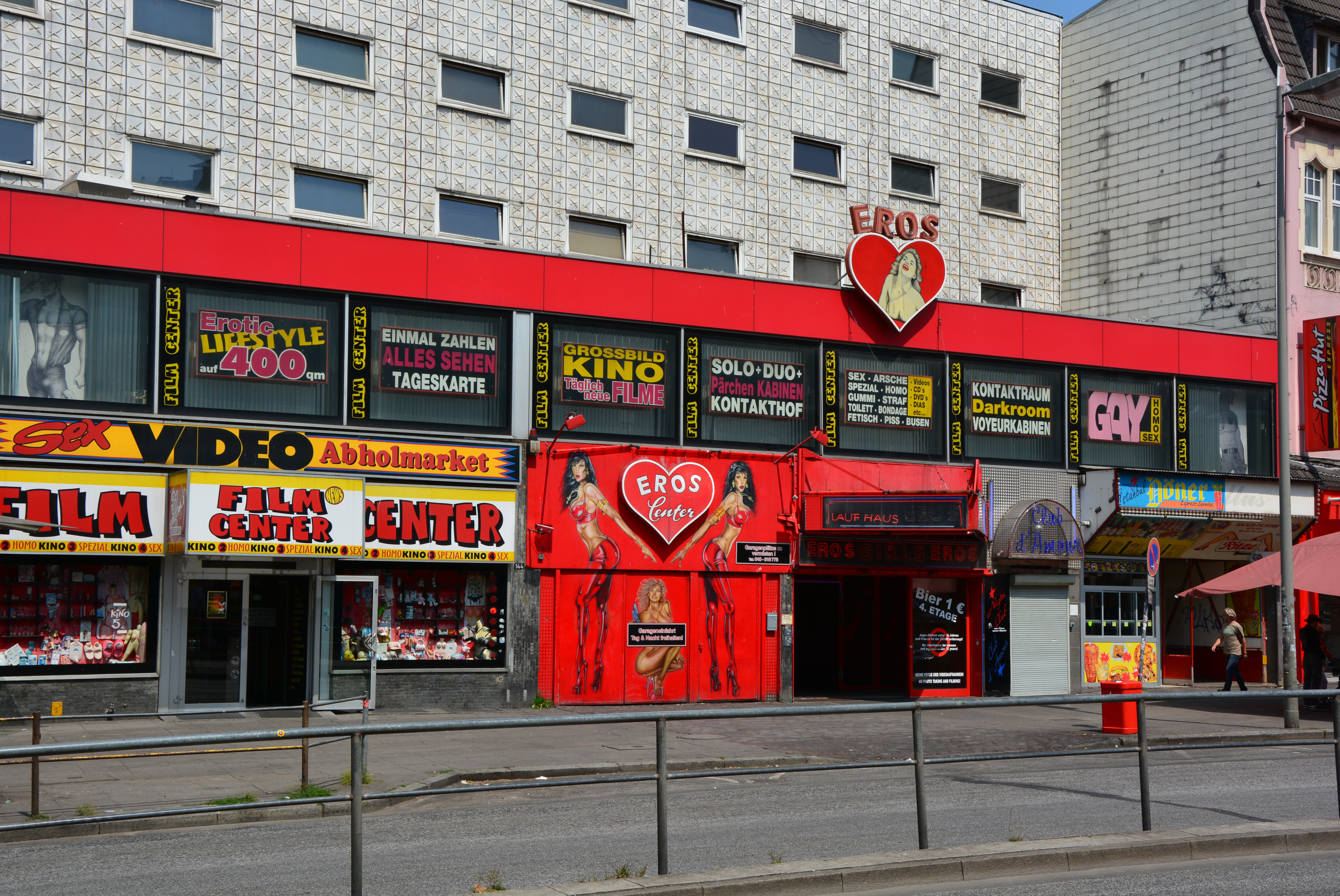
Eros Center, St. Pauli

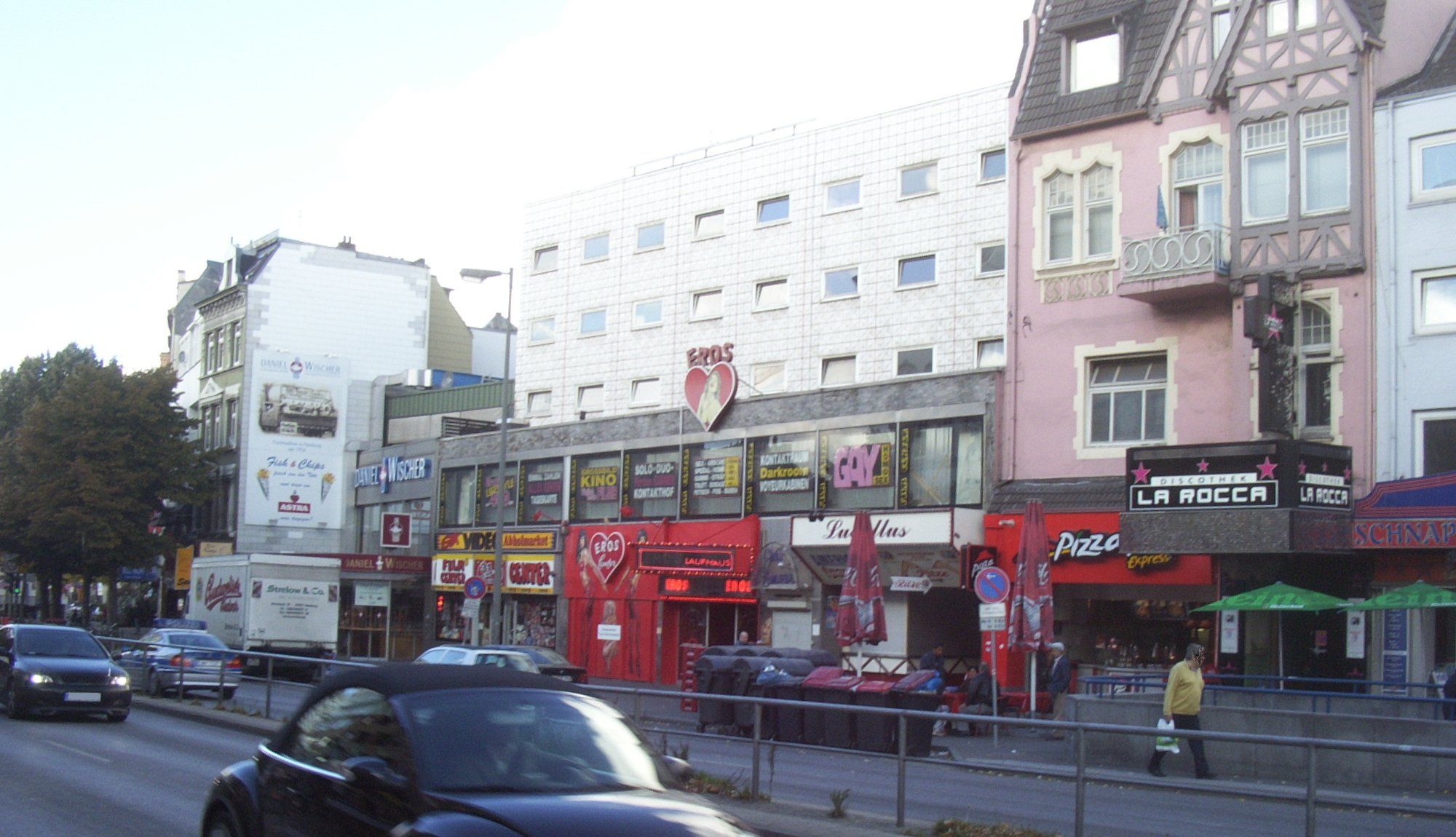
Reeperbahn Straßenansicht

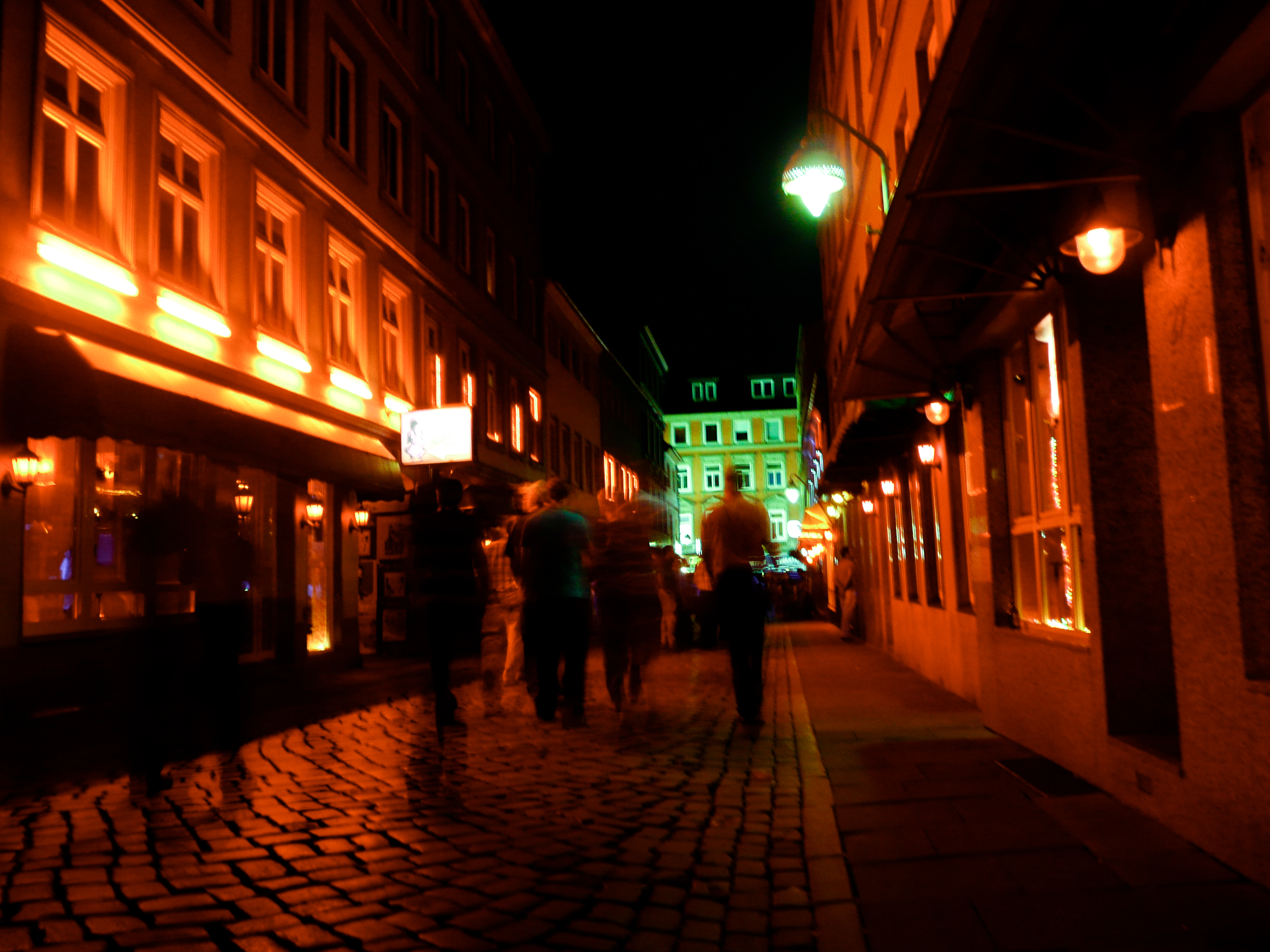
Herbertstraße

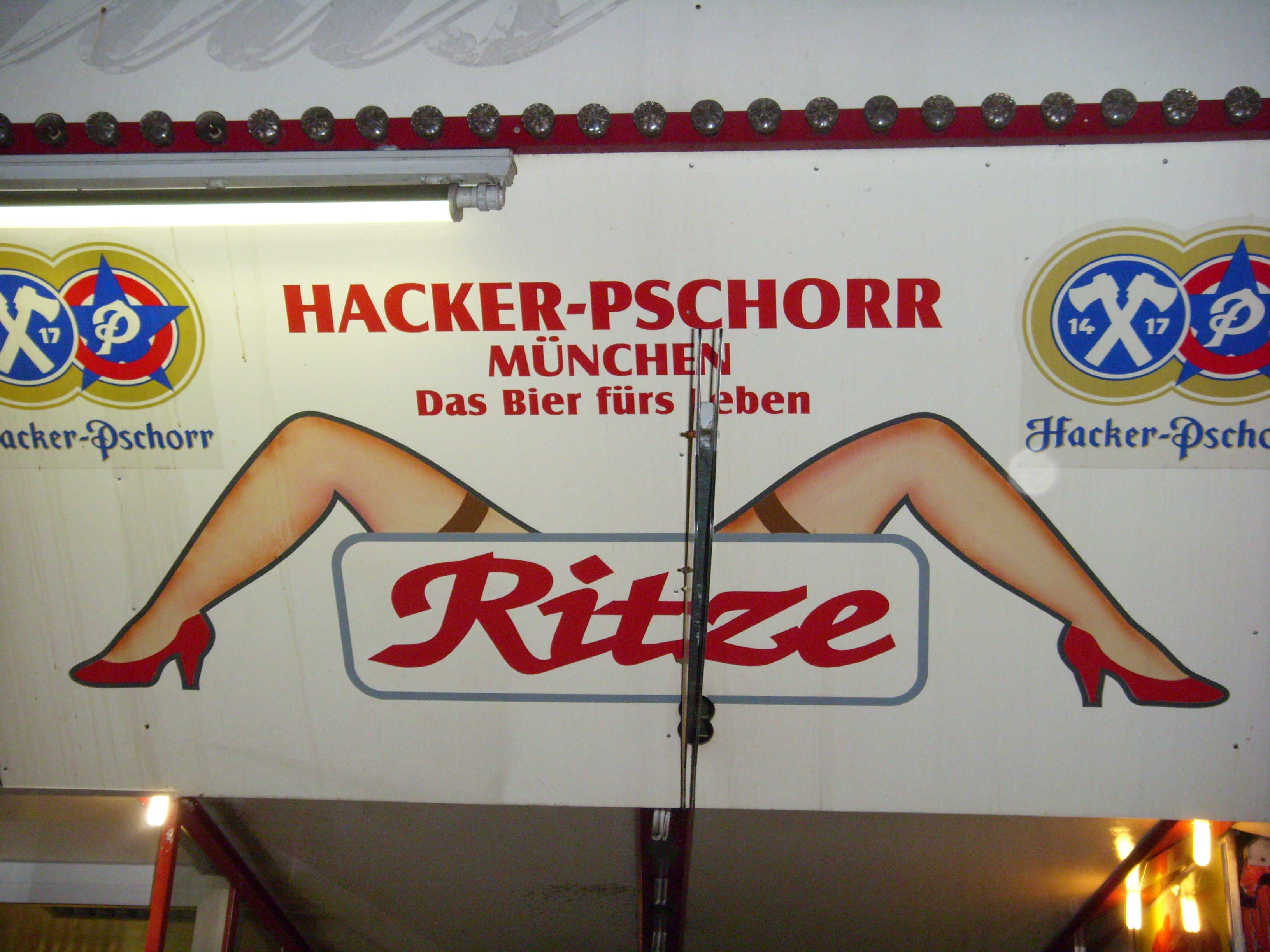
Boxerkneipe „Zur Ritze“

Die Nutella-Bande war eine Zuhälterorganisation in Hamburg-St. Pauli, die dort um 1980 einen Großteil der Prostitution kontrollierte. Sie stand in direkter Konkurrenz zum alteingesessenen Zuhälterring GMBH. Kennzeichnend für die Mitglieder der Nutella-Bande war ein stark maskulin geprägtes Imponiergehabe, das mit Statussymbolen wie Sportwagen oder Rolex-Uhren zur Schau getragen wurde.

## Namensherkunft
Zur Herkunft des ungewöhnlichen Namens „Nutella-Bande“ existieren drei unterschiedliche Erklärungen:
Die erste bezieht sich auf das im Nachtjargon gebrauchte Synonym „Nutte“ für Prostituierte.
Die zweite geht davon aus, dass die Nutella-Bande so genannt wurde, da ihre Mitglieder meist jünger waren als die Zuhälter der alteingesessenen GMBH. Diese machten sich über die jungen Konkurrenten lustig, indem sie mit der Bezeichnung andeuteten, die konkurrierenden Jungluden „sollten mehr Nutella-Brote essen, um erst einmal groß und stark zu werden“. Dieser Spottname sei später von den Mitgliedern der Nutella-Bande als Selbstbezeichnung übernommen worden.
Die dritte leitet den Namen von der Farbe der Nougatcreme der Marke „Nutella“ ab und der Tatsache, dass zwei Nutella-Mitglieder Schwarze waren.

## Geschichte
Die Nutella-Bande entstand Mitte der 1970er Jahre, indem sich zehn bis dahin zumeist eigenständig tätige Zuhälter zusammenschlossen, um ihre wirtschaftlichen Interessen besser gegen den damals auf St. Pauli dominierenden Zuhälterring GMBH durchsetzen zu können. Gründungsmitglieder waren unter anderem Klaus Barkowsky, Peter Töpfer und Horst Reinhardt, der von der GMBH übergelaufen war. Die neue Organisation hatte im Allgemeinen einen „jüngeren und frischeren“ Ruf als die bis dato dominierende GMBH. Dies bezog sich sowohl auf ihr Auftreten als auch auf die jüngeren Prostituierten, die für sie tätig waren. Treffpunkt der Nutella-Bande war zunächst das für seine Drogenexzesse um Uschi Obermaier und Dieter Bockhorn berüchtigte Galerie-Café Adler in Hamburg-Eimsbüttel.
Die Organisationsstruktur der Bande war auf Arbeitsteilung ausgelegt. So gab es beispielsweise sogenannte Poussierer, die für das Anwerben neuer Prostituierter zuständig waren, und Bordellwirtschafter, die sich um das Tagesgeschäft kümmerten. Was der Nutella-Bande zunächst fehlte, war ein erfahrener „Durchsetzer“ – ein Anführer einer Schlägertruppe für die tätlichen Auseinandersetzungen mit anderen Zuhältern und Banden. Diese Lücke konnte durch das Abwerben des Kampfsportlers Thomas „Karate-Tommy“ Born von der GMBH, als Anführer der „Abteilung Stress“, geschlossen werden.
Ende der 1970er Jahre expandierte die Nutella-Bande sehr schnell. Sie hatte den Ruf, ihre Prostituierten besser zu behandeln als die alteingesessene GMBH. Auf diese Weise gelang es ihr, die Zahl der Frauen, die für sie anschaffen gingen, rasch zu steigern. Schon nach kurzer Zeit kontrollierte der Zuhälterring fast hundert Prostituierte, die überwiegend im als Laufhaus angelegten Großbordell „Eros Center“ (Reeperbahn 146) arbeiteten. Ihren Zenit erreichte die Bande Anfang der 1980er Jahre, als sie etwa 80 Zuhälter umfasste, davon zehn in der oberen Führungsetage, und circa 120 Prostituierte in elf Bordellen und drei Peepshows für sich arbeiten ließ. Darüber hinaus betrieb die Nutella-Bande zu ihrer Hochzeit auch drei Restaurants und einen Club.
In den Folgejahren ging der Einfluss der Nutella-Bande allmählich zurück. 1981 kehrte das Gründungsmitglied Peter Töpfer der Bande den Rücken, nachdem er aufgrund seiner Hinwendung zum Christentum beschlossen hatte, aus der Zuhälterei auszusteigen. Ein Jahr später wurden die beiden Mitglieder Klaus Breitenreicher, genannt „SS-Klaus“ (ein ehemaliger Kampfschwimmer der Bundeswehr), und Jürgen „Angie“ Becker bei einer Auseinandersetzung mit der GMBH erschossen. Danach kam es zu einer Großrazzia in den Bordellen der Nutella-Bande, und fünf Mitglieder wurden wegen „Förderung der Prostitution“ verhaftet. Die neu gegründete Ermittlungsgruppe gegen Organisierte Kriminalität des Landeskriminalamtes Hamburg erhöhte den Fahndungsdruck auf die Nutella-Bande massiv und schränkte ihre Handlungsmöglichkeiten immer weiter ein. 1983 wurde Thomas Born nach der Misshandlung seiner schwangeren Freundin Sunny verhaftet und zu zwei Jahren Haft verurteilt. Danach brach die Nutella-Bande allmählich zusammen und ihr Revier wurde teilweise von den Gangs Streetboys, Chikago-Bande und später von den Hells Angels übernommen.
Von den ehemaligen Mitgliedern sind die meisten heute entweder tot, in Haft oder haben sich wie Peter Töpfer und Stefan Mitroi vollständig von der Zuhälterei getrennt.

## Rivalitäten
Die Nutella-Bande wurde als direkte Konkurrenz zur alteingesessenen GMBH gegründet, die lange Zeit der mit Abstand mächtigste Zuhälterring auf St. Pauli war. Nach dem Aufstieg der Nutella-Bande zu einer der GMBH zumindest ebenbürtigen Organisation kam es zu einer weitgehend reviermäßigen Aufteilung der Prostitution rund um die Reeperbahn. Ab Ende der 1970er Jahre musste sich die Nutella-Bande ihrerseits gegen die neu aufstrebende Chikago-Bande zur Wehr setzen. Um 1980 kontrollierte die GMBH die Silbersackstraße und die Chikago-Bande die Gegend um den Hans-Albers-Platz, während die Nutella-Bande hauptsächlich in und um das Eros Center aktiv war, wobei es ihr niemals gelang, das Eros Center vollständig zu kontrollieren.
Bis zu Beginn der 1980er Jahre wurden Konflikte unter den rivalisierenden Zuhältern und Banden durch unbewaffnete Kämpfe oder gewaltlos mit entsprechenden Zahlungen gelöst. So wurde der Wechsel einer Prostituierten zu einem anderen Zuhälter in der Regel durch die Zahlung des Verdienstausfalls in Höhe einer Abstecke beglichen. Waffengebrauch und die Kooperation mit der Hamburger Polizei waren verpönt. Zum Teil wurden Streitigkeiten im Milieu sogar durch eine Art Tribunal geschlichtet. Erst nach dem Einbruch der Geschäfte durch die AIDS-Welle, der verstärkten Verbreitung von Kokain („die weiße Dame“) und dem massiven Auftreten ausländischer Gangs wurde auf St. Pauli damit begonnen, Revier- und Verteilungskämpfe auch mit Schusswaffen auszutragen. Die Mordserie, bei der mindestens vier Nutella-Mitglieder zu Tode kamen, begann am 28. September 1981 mit dem bis heute ungeklärten Mord am Zuhälter Fritz Schroer, genannt „Chinesen-Fritz“, in der Kiezkneipe „Zur Ritze“.

## Führende Nutella-Mitglieder
- Klaus Barkowsky, „Schöner Klaus“ / „Lamborghini-Klaus“ (* 4. Oktober 1953 in Hamburg; † 25. April 2023 ebenda): Ehemaliger Matrose. Einer der Gründer der Bande. Aufgrund seiner starken Wirkung auf Frauen fungierte er als „Ober-Poussierer“, der für das Anwerben der Prostituierten zuständig war.
- Thomas Born, „Karate-Tommy“ (* 23. Oktober 1951 in Hamburg; † 1. Mai 2015 ebenda):  Gehörte erst zur GMBH und wechselte dann zur Nutella-Bande. Leiter der „Abteilung Stress“, eine Schlägertruppe zur Durchsetzung der Interessen der Nutella-Bande.
- Waldemar Dammer, „Neger-Waldi“: Am 8. April 1985 zusammen mit Ralf Kühne im Auftrag des konkurrierenden Bordellbetreibers Peter Nusser, „Wiener Peter“ erschossen.
- Hardy Hahnebrücher
- Peter Kirschvink, „Aachener Peter“[16]
- Ralf Kühne, „Corvetten-Ralf“ (* 1957): Bordellwirtschafter von Waldemar Dammer: Am 8. April 1985 zusammen mit Waldemar Dammer im Alter von 27 Jahren erschossen[17]. Seinen Spitznamen verdankte „Corvetten-Ralf“ seiner Vorliebe für Sportwagen der US-amerikanischen Marke Corvette.[18]
- Carsten Marek (* 5. Mai 1960 in Hamburg-Rothenburgsort): Gelernter Klempner, ehemaliger Kickbox-Weltmeister[19] und späterer Gründer der Marek-Bande. Heute Geschäftsführers des als „Saunaclub“ firmierenden Großbordells Babylon[20]. Außerdem seit 2015 Wirt der Kiezkneipe „Zur Ritze“.[21]
- Peter Mitreu
- Stefan Mitroi (* 19. Dezember 1956 in Bukarest): Leitete ab 1980 als Bordellwirtschafter der Nutella-Bande den MB-Club in der Esmarchstraße. Wurde wegen Frauenhandels und Rauschgiftdelikten zu 15 Jahren Haft verurteilt. Lebt heute in Hamburg-Halstenbek von Sozialhilfe.[22]
- Horst Reinhardt, „Bongo“: Gehörte zunächst der GMBH an, wurde dann aber Gründungsmitglied der Nutella-Bande. Lebte von 2004 bis 2013 auf der Flucht vor der Steuerfahndung in Rio de Janeiro. Anschließend zog er in seine Heimatstadt Aachen, wo er heute als Rentner lebt. Reinhardt war ein auf dem Kiez gefürchteter Schläger, der seine Gegner häufig mit einem einzigen Faustschlag niederstreckte, was ihm den Spitznamen „Bongo“ einbrachte.[23]
- Bernd Siegler, „Tornado-Bernd“
- Kurt Slatarov, „Koteletten-Kurt“
- Peter Töpfer (* 1946 Meßkirch/Baden-Württemberg): Ehemaliger Matrose. Einer der Gründer der Bande. Heute überzeugter christlicher Prediger der evangelisch-freikirchlichen Glaubensgemeinschaft Mission Kwasizabantu.[24]
- Siegfried „Siggi“ Träger (* 1956): Ehemaliger Versicherungsvertreter. Bordellwirtschafter der Nutella-Bande. Wurde 1989 als Komplize von Werner Pinzner wegen Mordes zu lebenslanger Haft verurteilt.[25]

## Getötete Nutella-Mitglieder
- 22. Oktober 1982: Klaus „SS-Klaus“ Breitenreicher und Jürgen „Angie“ Becker, zwei untergeordnete Mitglieder der Nutella-Bande, werden im Bordell Bel Ami erschossen.[26] Vorausgegangen war ein Streit zwischen einer Prostituierten der GMBH und einer Prostituierten der Nutella-Bande, welche für letztere mit einem blauen Auge endete. Die Nutella-Bande forderte daraufhin von der GMBH 2.000 DM Schadensersatz, da man eine Prostituierte mit einem blauen Auge eine Zeit lang nicht zum Anschaffen schicken konnte. Um der Forderung Nachdruck zu verleihen, fahren Becker und Breitenreicher zusammen mit Thomas Born ins Bel Ami, ein Bordell der GMBH. Dort erwartet sie aber nicht, wie es dem Kiez-Kodex der 1970er Jahre entsprochen hätte, eine gewalttätige, aber waffenfreie Auseinandersetzung, die Born und Breitenreicher aufgrund ihrer überlegenen Kampfkünste aller Wahrscheinlichkeit nach hätten für sich entscheiden können; stattdessen hatten sich mehrere  GMBH-Mitglieder bewaffnet und eröffnen das Feuer. Sie töten Becker und Breitenreicher und verletzen Born schwer.[27]

- 8. April 1985 (Ostermontag): Waldemar „Neger-Waldi“ Dammer wird in seiner Wohnung erschossen. Auftragskiller Werner Pinzner und seine beiden Komplizen Armin Erich Hockauf und Siegfried „Siggi“ Träger, der groteskerweise ebenfalls Mitglied der Nutella-Bande war, verschaffen sich unter einem Vorwand Zugang zu Dammers Wohnung und töten Dammer mit mehreren Schüssen. In Auftrag gegeben wurde der Mord vom konkurrierenden Bordellbetreiber Peter Nusser („Wiener Peter“). Es existieren zwei leicht voneinander abweichende Versionen des Tatmotivs. Die erste Version besagt, Dammer habe Nusser von zwei seiner Schläger in dessen Bordell, dem Palais d’Amour, verprügeln lassen. Die andere Version geht davon aus, dass Dammer Nusser vor den Augen von Nussers Prostituierten am Kragen gepackt und bedroht habe. Dadurch habe sich Nusser brüskiert gefühlt und eine Untergrabung seiner Autorität gegenüber seinen Prostituierten befürchtet.[28]

- 8. April 1985 (Ostermontag): Ralf „Corvetten-Ralf“ Kühne wird ebenfalls in der Wohnung von Waldemar Dammer erschossen. Das von Peter Nusser mit der Tötung Dammers beauftragte Mordkommando (siehe oben) erschießt neben Dammer auch Ralf Kühne. Unklar ist, ob die Täter den nur zufällig anwesenden Kühne mit Stefan Hentschel verwechselten, der ebenfalls getötet werden sollte, oder ob sie Kühne als Zeugen der Tat beseitigen wollten.[29]

## Mit der Nutella-Bande assoziierte Personen
- Stefan Hentschel, „Klatscher vom Kiez“  (* 30. September 1948; † 18. Dezember 2006): Zuhälter und Boxer. Zuordnung unsicher.[30]

## Fernsehserie
- Luden – Könige der Reeperbahn (2023): Die sechsteilige Amazon-Prime-Serie ist die filmische Verarbeitung des Aufstieges der Nutella-Bande, in der Klaus Barkowsky (Darsteller: Aaron Hilmer) im Zentrum steht.